# 奥埃锡洛县
奥埃锡洛县是东帝汶民主共和国欧库西区的一个县，该县面积97.37平方公里，2010年人口普查时时人口为9861，县治位于Bobometo。